# Serra delle Ciavole-Serra di Crispo
Serra delle Ciavole-Serra di Crispo este o arie protejată (arie specială de conservare — SAC, sit de importanță comunitară — SCI) din Italia întinsă pe o suprafață de 55 ha, integral pe uscat.

## Localizare
Centrul sitului Serra delle Ciavole-Serra di Crispo este situat la coordonatele 39°55′03″N 16°13′12″E / 39.91761°N 16.220017°E.

## Înființare
Situl Serra delle Ciavole-Serra di Crispo a fost declarat sit de importanță comunitară în septembrie 1995 pentru a proteja 3 specii de animale. Situl a fost protejat și ca arie specială de conservare în iunie 2017.

## Biodiversitate
Situată în ecoregiunea mediteraneană, aria protejată conține 7 habitate naturale: Lespezi calcaroase, Păduri de fag din Apenini cu Abies alba și păduri de fag cu Abies nebrodensis, Păduri de pin oro-mediteraneene de altitudine, Grohotișuri termofile și vest-mediteraneene, Pajiști alpine și subalpine calcaroase, Pante stâncoase calcaroase cu vegetație casmofită, Pajiști alpine și boreale.
La baza desemnării sitului se află mai multe specii protejate:
- păsări (2): acvilă de munte (Aquila chrysaetos), vulturul pleșuv sur (Gyps fulvus)
- nevertebrate (1): Buprestis splendens

Pe lângă speciile protejate, pe teritoriul sitului au mai fost identificate 30 de specii de plante, 1 specie de nevertebrate.